# Londrina
Londrina (pronúncia no IPA: [lõˈdɾinɐ]) é um município brasileiro localizado no estado do Paraná, na Região Sul do Brasil, com distância de 381 km da capital paranaense, Curitiba. É considerada pela CGU a cidade mais transparente do Paraná. Sua população, conforme o Censo IBGE em 2022, era de 555 965 habitantes, sendo a segunda cidade mais populosa do estado e a terceira da região Sul, depois da capital estadual, Curitiba, e de Porto Alegre. Importante polo de desenvolvimento estadual e regional, Londrina é um importante eixo que liga o Sul ao Sudeste do país, sendo um importante centro urbano, econômico, industrial, financeiro, administrativo e cultural do norte do Paraná.
Fundada em 10 de dezembro de 1934 através do Decreto Estadual nº 2519 com traçado urbanístico planejado pelo urbanista Jorge Macedo Vieira, seguindo o princípio de Ebenezer Howard de cidade-jardim. A cidade floresceu e experimentou um alto índice de crescimento populacional e econômico durante todo o século XX, amparado inicialmente pelo plantio e comercialização do café, tendo Londrina ganhado a alcunha de "Capital do Café" naquele período. A partir dos anos 1970, o perfil econômico londrinense foi se alterando progressivamente, tendo evoluído para um importante e diversificado centro industrial e econômico regional, até se tornar uma das principais cidades do interior do Brasil. Sede da Região Metropolitana de Londrina (RML), o segundo maior aglomerado urbano do estado, da qual é sede, que contava com uma população estimada em 1 057 660 habitantes em 2013.

## História

### Fundação e formação administrativa
Antes da colonização extensiva do Norte do Paraná, havia, entre seus habitantes, além dos índios Caingangues, uma população pobre instalada na floresta e que já derrubara parte dela para a criação de animais e o plantio de produtos agrícolas para sua sobrevivência. Ao lado de pessoas nessa situação, na década de 1920, havia proprietários de terras, que já iniciavam a abertura e formação de grandes fazendas. Na época, Londrina era um espaço pertencente ao município de Jataizinho (Jatahy) e conhecido como Gleba Três Bocas, e ficava no trajeto da ferrovia "Ourinhos - Foz do Iguaçu".
O escocês Simon Joseph Fraser, mais conhecido como Lord Lovat, veio ao Brasil em 1924 e visitou o norte do Paraná. Verificou, então, que não havia exagero no que ouvira falar sobre essa região. Em 1925, com outros companheiros, criou a Companhia de Terras Norte do Paraná, diretamente do governo paranaense. Essa companhia iniciou seu trabalho de colonização sob orientação britânica. Estes britânicos, ao observar a névoa característica da mata da região, viram semelhanças com a neblina da cidade de Londres, e a fim de homenagear suas origens denominaram a comarca de "Londrina", que significa "pequena Londres" em homenagem à capital do Reino Unido.

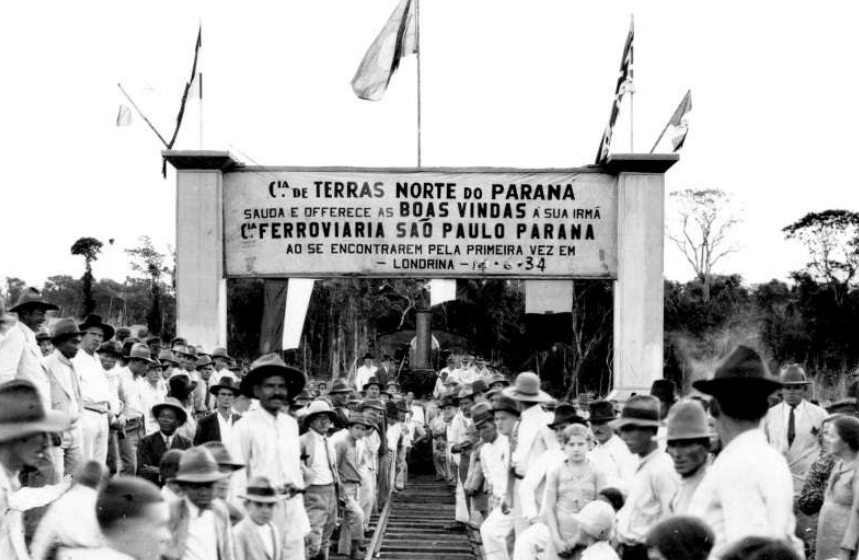
Comemoração do término do assentamento dos trilhos da Estrada de Ferro São Paulo-Paraná até Londrina, em 1934

O Distrito Policial de Londrina foi criado em 1933, ainda pertencente ao município de Jataizinho. Londrina foi elevada à categoria de município, apenas com o distrito-sede, emancipando-se de Jataizinho, conforme decreto nº 2519 de 3 de dezembro de 1934. O município foi instalado em 10 dezembro de 1934.
Pela lei estadual nº 191, de 9 de outubro de 1937, foi criado o distrito de Nova Dantzig no município de Londrina. Pelo decreto estadual nº 7573, de 20 de outubro de 1938, foram criados os distritos de Marilândia e Rolândia. Pelo mesmo decreto Londrina adquiriu do município de Tibagi os distritos de São Sebastião e São Roque. Em 30 de dezembro de 1943 foi desmembrado do município de Londrina o distrito de Rolândia. O distrito de São Sebastião foi transferido de Londrina, com a denominação de Faxinal, para o município de Apucarana. Pela lei estadual nº 2, de 10 de outubro de 1947, o distrito de Cambé emancipou-se de Londrina. Pela lei estadual nº 790, de 14 de novembro de 1951, foi criado o distrito de Irerê no município de Londrina. Pela mesma lei foram desmembrados do município os distritos de Araruva (Marilândia) e Tamarana. Em 1953 Londrina adquiriu o distrito de Tamarana. Em 11 de novembro de 1955, foram criados os distritos de Guaravera e São Luis. Pela lei estadual nº 4783, de 29 de novembro de 1963, foi criado o distrito de Lerroville e anexado ao município de Londrina. Pela lei estadual nº 4992, de 21 de dezembro de 1964, foram criados os distritos Paiquerê e Warta no município de Londrina. Pela lei estadual nº 6914, de 2 de setembro de 1977, foi criado o distrito de Maravilha no município de Londrina. Pela lei estadual nº 11224, de 13 de dezembro de 1995, emancipou-se o distrito de Tamarana.

### Companhia de Terras Norte do Paraná

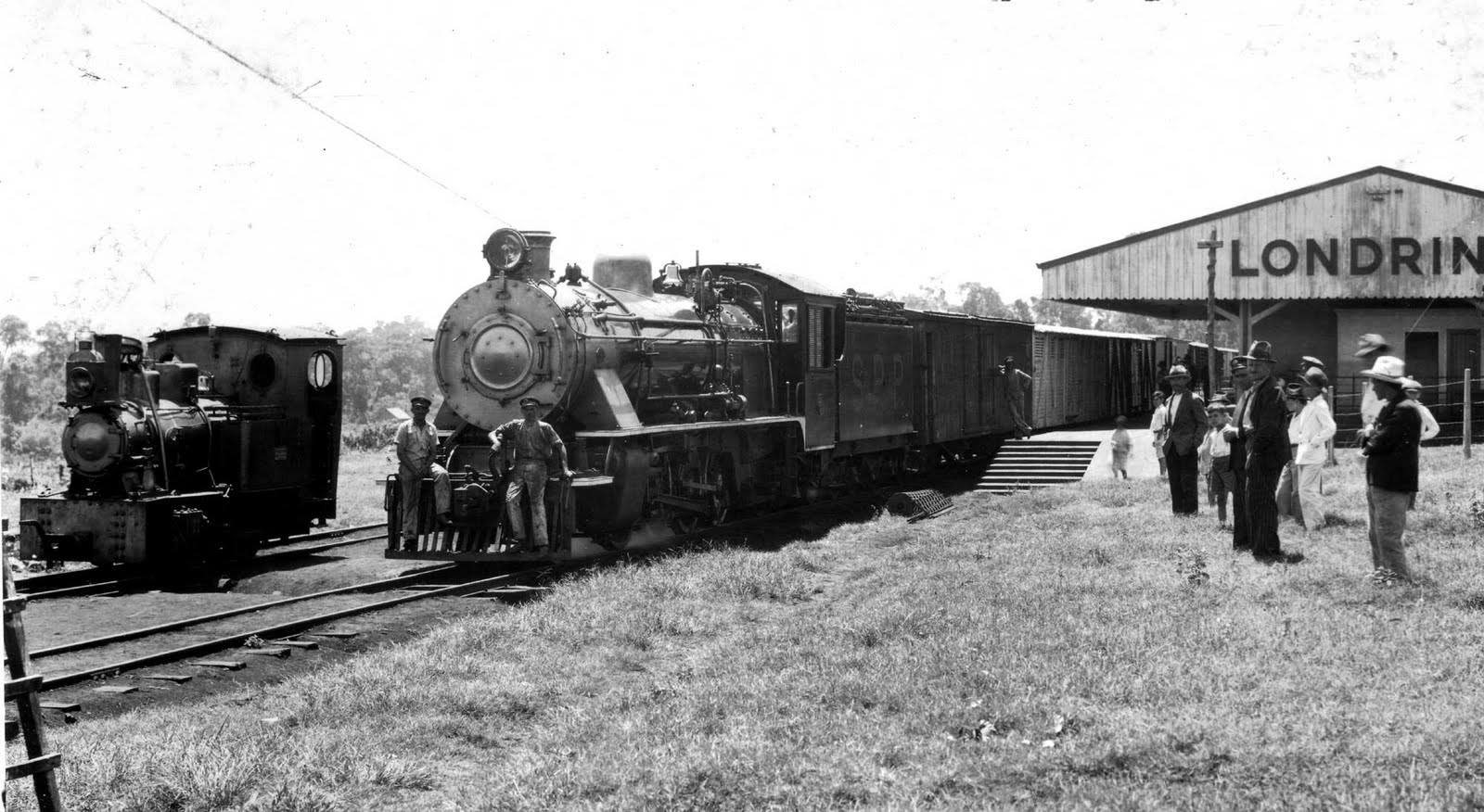
Imagem de uma locomotiva W. G. Bagnall em Londrina

A Companhia de Terras Norte do Paraná foi um tipo de loteadora que, após comprar terras, derrubou parte da floresta, abriu estradas e organizou a divisão desse espaço em lotes urbanos e rurais, que foram vendidos. Antônio Moraes de Barros, João Sampaio e Arthur Thomas foram algumas das pessoas que participaram da organização da Companhia de Terras Norte do Paraná para o início dos trabalhos.[carece de fontes?] O loteamento de propriedade da Companhia de Terras Norte do Paraná tinha como maior acionista a empresa Paraná Plantations Limited de Londres, com a compra de mais de 500 000 alqueires de terras.
A propaganda foi muito usada para atrair compradores, e nela chamava-se a atenção para a "Terra Roxa" e a "terra sem saúva". Esta propaganda, aliada a outros motivos, como a pobreza e a esperança de vida melhor, fizeram com que muitas pessoas de todo o Brasil (principalmente paulistas, gaúchos e mineiros) comprassem terras ou fossem procurar trabalho no Norte do Paraná. Além dos brasileiros, vieram pessoas da Alemanha, Itália, Lituânia, Japão e outros países.

### Expansão
Em muito pouco tempo, nas décadas de 1950 e 1960, Londrina obteve um desenvolvimento econômico impressionante, sobretudo pelo plantio de café. No ano de 1961 estima-se que a região foi responsável por cerca de 51% do café produzido no mundo, sendo então chamada de "Capital Mundial do Café". Os fazendeiros, proprietários de grandes extensões de terra, construíram casarões e ficaram conhecidos como os "Barões do Café", e os grãos do café eram conhecidos como "Ouro Verde".
Em 1975, houve a ocorrência de uma grande geada, chamada de "Geada Negra", que atingiu todo o norte do Paraná, arruinando as plantações de café. Alguns iniciaram novamente o trabalho com café, enquanto outros investiram em outros negócios. Como após o plantio das mudas de café é necessário esperar cerca de 2 anos para iniciar as primeiras colheitas, Londrina perdeu o posto de grande produtor de café, mas já tinha desenvolvido um crescimento urbano razoável com indústrias, universidades e prestação de serviços.

## Geografia

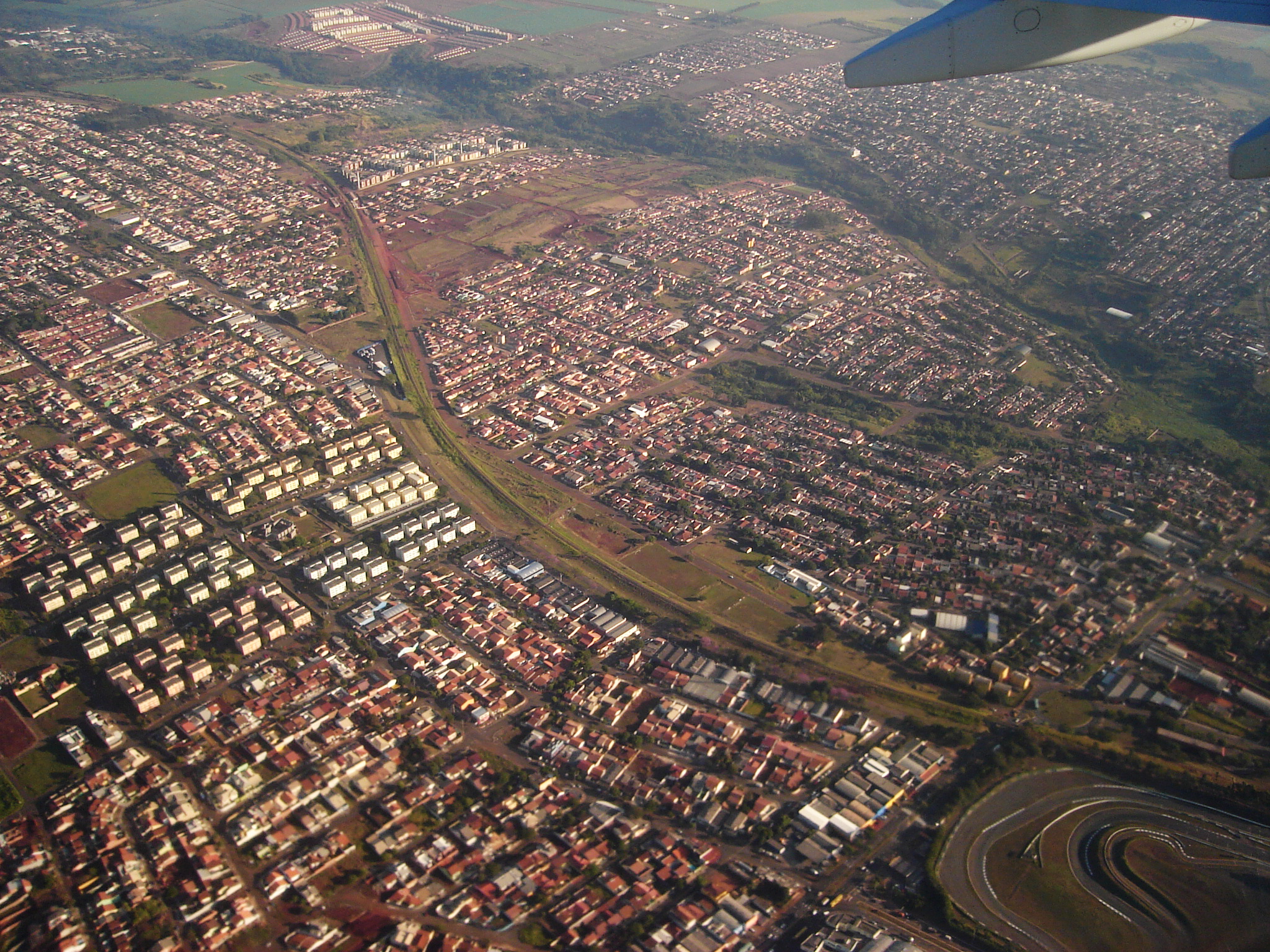
Fotografia aérea da periferia de Londrina

Situado entre 23°08’47" e 23°55’46" de Latitude Sul e entre 50°52’23" e 51°19’11" a Oeste de Greenwich, o Município de Londrina ocupa, segundo dados do IBGE de 2018, 1.652,5699 km², cerca de 1% da área total do Estado do Paraná.
O ponto mais alto do município tem uma altitude de 820 – 844 m e fica próximo a Lerroville, a leste, na estrada em direção à represa. Localiza-se em um espigão, não sendo perceptível, uma vez que não é um morro mas apenas um ponto demarcado. O solo da região é de origem basáltica, entretanto, conforme a sua localização, em topografia mais plana e acidentada, apresenta tipos de solos diferentes, consequentemente, de fertilidade variável.
A camada de solo é de profundidade variável, indo de várias dezenas de metros, nos espigões, até menos de um metro, próximo aos ribeirões, onde, na maioria das vezes, a água flui sobre a superfície compacta do basalto. No município, são poucas as áreas remanescentes da formação vegetal natural (mata pluvial tropical e subtropical) que recobria a região. A mata dos Godoy (Reserva Florestal Estadual) e a Reserva Indígena do Apucaraninha são formações florestais que demonstram a variedade de gêneros e espécies de vegetação que se encontravam na região.

### Hidrografia
O sistema hidrográfico do Paraná, pela declividade do relevo em direção a Oeste, em sua grande maioria, drena neste sentido, formando a Bacia do Paraná que, por sua vez, interliga a Bacia do Prata. Porém, o subsistema hidrográfico do município corre no sentido predominante Leste, uma vez que o relevo está genericamente inclinado da região de Londrina para o Rio Tibagi, que tem sentido Sul-Norte, desaguando no Rio Paranapanema, um dos tributários do Rio Paraná.
Os principais rios do município são Taquara, Apucarana e Tibagi, este último com grande potencialidade hídrica, percorre uma extensão aproximada de 69,25 km no município. Os principais ribeirões são: Apertados; Cafezal; Apucaraninha; Jacutinga; Cambezinho; Bom Retiro e Quati.

### Clima
| Maiores acumulados de precipitação em 24 horas registrados em Londrina por meses (INMET) | Maiores acumulados de precipitação em 24 horas registrados em Londrina por meses (INMET) | Maiores acumulados de precipitação em 24 horas registrados em Londrina por meses (INMET) | Maiores acumulados de precipitação em 24 horas registrados em Londrina por meses (INMET) | Maiores acumulados de precipitação em 24 horas registrados em Londrina por meses (INMET) | Maiores acumulados de precipitação em 24 horas registrados em Londrina por meses (INMET) |
| Mês                                                                                      | Acumulado                                                                                | Data                                                                                     | Mês                                                                                      | Acumulado                                                                                | Data                                                                                     |
| ---------------------------------------------------------------------------------------- | ---------------------------------------------------------------------------------------- | ---------------------------------------------------------------------------------------- | ---------------------------------------------------------------------------------------- | ---------------------------------------------------------------------------------------- | ---------------------------------------------------------------------------------------- |
| Janeiro                                                                                  | 180 mm                                                                                   | 12/01/2016                                                                               | Julho                                                                                    | 92,4 mm                                                                                  | 03/07/2015                                                                               |
| Fevereiro                                                                                | 111,3 mm                                                                                 | 20/02/1969                                                                               | Agosto                                                                                   | 98,4 mm                                                                                  | 04/08/2018                                                                               |
| Março                                                                                    | 94,2 mm                                                                                  | 04/03/2018                                                                               | Setembro                                                                                 | 95,2 mm                                                                                  | 26/09/2015                                                                               |
| Abril                                                                                    | 125 mm                                                                                   | 09/04/1977                                                                               | Outubro                                                                                  | 139,2 mm                                                                                 | 16/10/2011                                                                               |
| Maio                                                                                     | 85 mm                                                                                    | 08/05/1972                                                                               | Novembro                                                                                 | 107,6 mm                                                                                 | 14/11/1991                                                                               |
| Junho                                                                                    | 231,4 mm                                                                                 | 20/06/2012                                                                               | Dezembro                                                                                 | 128,2 mm                                                                                 | 19/12/2007                                                                               |
| Período: 1961-presente                                                                   |                                                                                          |                                                                                          |                                                                                          |                                                                                          |                                                                                          |

O clima de Londrina é classificado como subtropical úmido mesotérmico, com chuvas o ano todo, porém mais frequentes no verão. A temperatura média anual fica em torno dos 20 °C, com grande amplitude térmica anual. Nos meses de inverno, as temperaturas podem cair para perto de zero de 0 °C, como no dia 17 de julho de 2000, quando mínima chegou a −1,8 °C.
Segundo dados do Instituto Nacional de Meteorologia (INMET), desde 1961 a menor temperatura registrada em Londrina foi de −3,5 °C em 18 de julho de 1975, dia em que as lavouras de café do norte do Paraná foram destruídas pelo frio intenso. Por outro lado, em 6 de outubro de 2020, a máxima atingiu 40,6 °C, a maior da série histórica.
O maior acumulado de precipitação em 24 horas chegou a 231,4 mm em 20 de junho de 2012, seguido por 180 mm em 12 de janeiro de 2016, dia em que o Instituto Tecnológico SIMEPAR registrou 274,8 mm, o maior valor observado pelo órgão no município desde junho de 1997.
| Dados climatológicos para Londrina (OMM: 83766)                                                                                             | Dados climatológicos para Londrina (OMM: 83766) | Dados climatológicos para Londrina (OMM: 83766) | Dados climatológicos para Londrina (OMM: 83766) | Dados climatológicos para Londrina (OMM: 83766) | Dados climatológicos para Londrina (OMM: 83766) | Dados climatológicos para Londrina (OMM: 83766) | Dados climatológicos para Londrina (OMM: 83766) | Dados climatológicos para Londrina (OMM: 83766) | Dados climatológicos para Londrina (OMM: 83766) | Dados climatológicos para Londrina (OMM: 83766) | Dados climatológicos para Londrina (OMM: 83766) | Dados climatológicos para Londrina (OMM: 83766) | Dados climatológicos para Londrina (OMM: 83766) |
| Mês | Jan                                             | Fev                                             | Mar                                             | Abr                                             | Mai                                             | Jun                                             | Jul                                             | Ago                                             | Set                                             | Out                                             | Nov                                             | Dez                                             | Ano                                             |
| --- | ----------------------------------------------- | ----------------------------------------------- | ----------------------------------------------- | ----------------------------------------------- | ----------------------------------------------- | ----------------------------------------------- | ----------------------------------------------- | ----------------------------------------------- | ----------------------------------------------- | ----------------------------------------------- | ----------------------------------------------- | ----------------------------------------------- | ----------------------------------------------- |
| Temperatura máxima recorde (°C) | 37,4                                            | 39,2                                            | 38                                              | 36,2                                            | 32,8                                            | 31,2                                            | 31,6                                            | 35,8                                            | 39,4                                            | 40,6                                            | 38                                              | 37,8                                            | 40,6                                            |
| Temperatura máxima média (°C) | 30                                              | 30,3                                            | 30,8                                            | 28,6                                            | 24,9                                            | 23,8                                            | 24,2                                            | 26,6                                            | 27,6                                            | 29,1                                            | 30,2                                            | 30,1                                            | 28                                              |
| Temperatura média compensada (°C) | 24,5                                            | 24,4                                            | 24,1                                            | 22,3                                            | 18,7                                            | 17,3                                            | 17,2                                            | 19,2                                            | 20,6                                            | 22,6                                            | 23,8                                            | 24,2                                            | 21,6                                            |
| Temperatura mínima média (°C) | 20,2                                            | 20,1                                            | 19,2                                            | 17,3                                            | 13,8                                            | 12,3                                            | 11,7                                            | 13,1                                            | 14,8                                            | 17,2                                            | 18,5                                            | 19,5                                            | 16,5                                            |
| Temperatura mínima recorde (°C) | 10,9                                            | 13                                              | 8,2                                             | 4,8                                             | 0                                               | −2,8                                            | −3,5                                            | 0,3                                             | 2,8                                             | 7,6                                             | 8,9                                             | 11,3                                            | −3,5                                            |
| Precipitação (mm) | 243,2                                           | 179,8                                           | 134,9                                           | 94,3                                            | 109,7                                           | 86,4                                            | 66,1                                            | 54,3                                            | 102,6                                           | 139,7                                           | 150,9                                           | 221,1                                           | 1 583                                           |
| Dias com precipitação (≥ 1 mm) | 15                                              | 12                                              | 9                                               | 7                                               | 8                                               | 5                                               | 5                                               | 4                                               | 7                                               | 9                                               | 9                                               | 12                                              | 102                                             |
| Umidade relativa compensada (%) | 78,1                                            | 76,3                                            | 74,3                                            | 75,4                                            | 78,3                                            | 79,5                                            | 74,8                                            | 68,6                                            | 67,8                                            | 69,7                                            | 70,4                                            | 73,8                                            | 73,9                                            |
| Insolação (h) | 185                                             | 192,3                                           | 224,4                                           | 212,7                                           | 191,5                                           | 198                                             | 202,4                                           | 218,7                                           | 187,7                                           | 199,4                                           | 209,1                                           | 198,5                                           | 2 419,7                                         |
| Fonte: Instituto Nacional de Meteorologia (INMET) (normal climatológica de 1981-2010; recordes de temperatura: 1961 a 1984 e 1986-presente) |                                                 |                                                 |                                                 |                                                 |                                                 |                                                 |                                                 |                                                 |                                                 |                                                 |                                                 |                                                 |                                                 |

### Áreas verdes

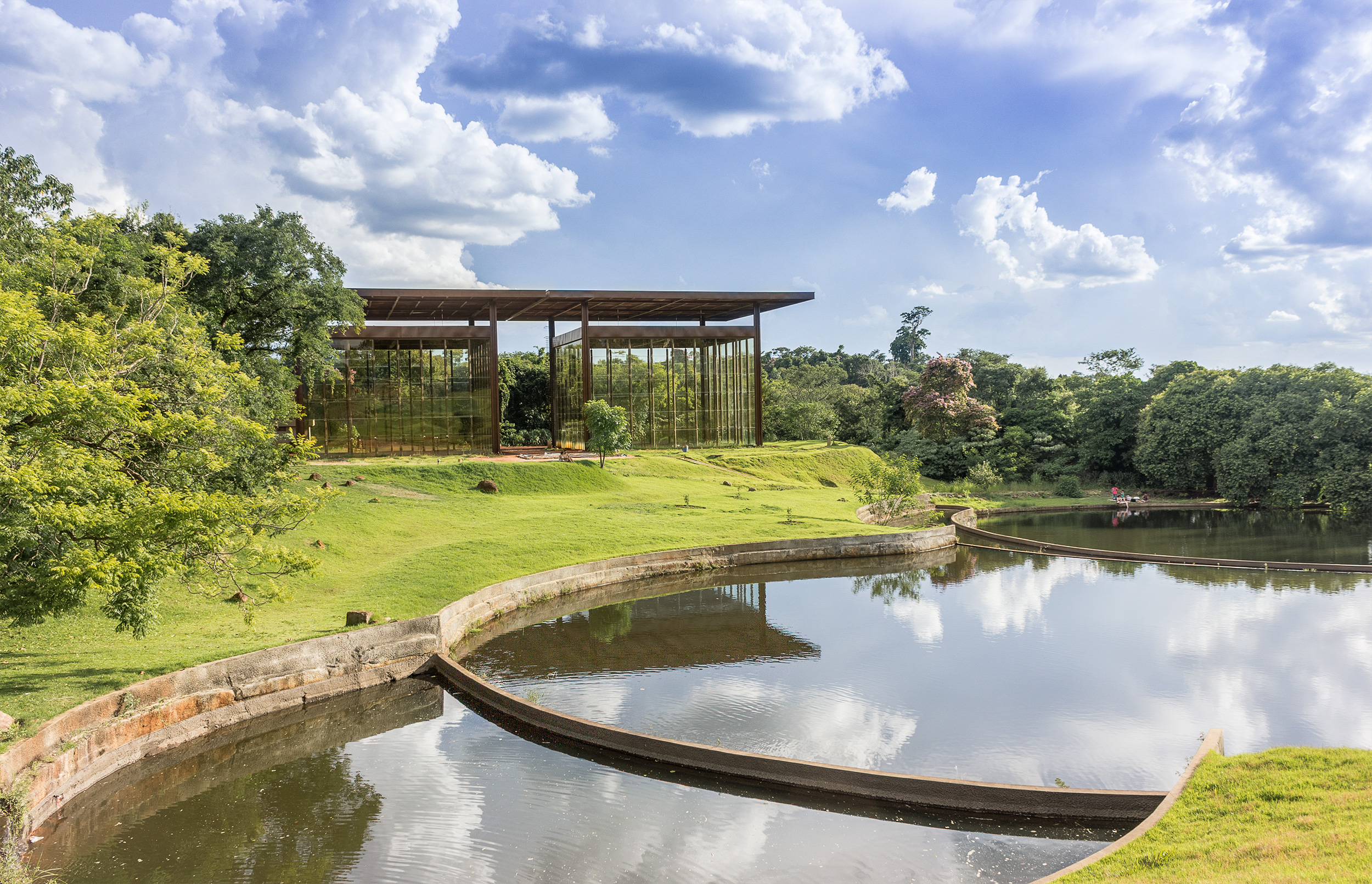
Estufa do Jardim Botânico de Londrina

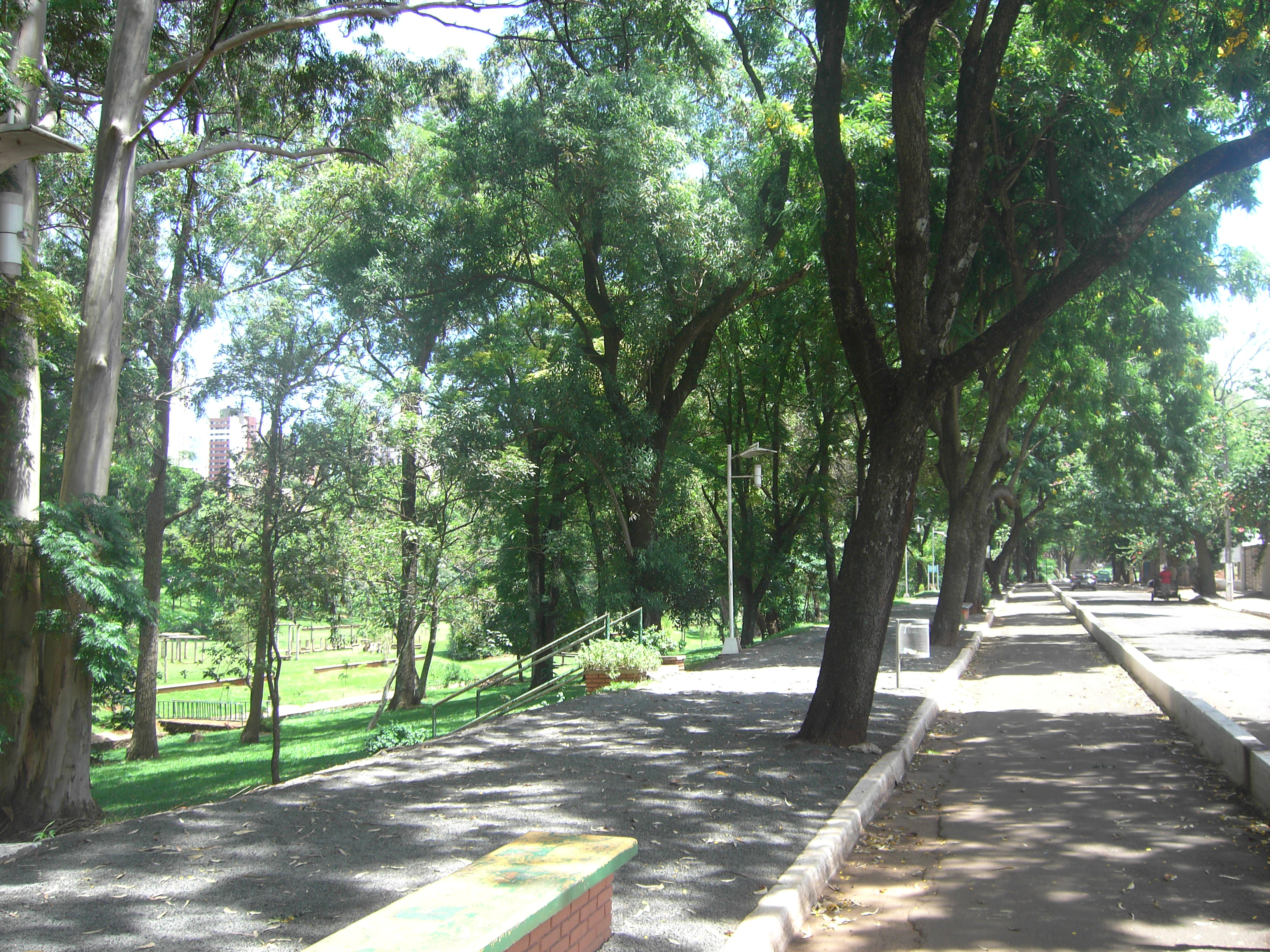
Vista do Zerão, Área de Lazer Luigi Borghesi

Londrina conta com 7.711.227,31 m² de área verde, quase o dobro de área verde recomendado pela ONU (Organização das Nações Unidas) e 241 (em 2003) praças públicas. As principais praças são a da Bandeira, a praça Tomi Nakagawa e a praça Rocha Pombo, na área central da cidade, e a Praça Nishinomiya, próximo ao aeroporto.
O nome do Lago Igapó, na língua tupi, significa transvazamento de rios. O Lago foi projetado em 1957, na gestão de Antonio Fernandes Sobrinho, como uma solução para o problema da drenagem do ribeirão Cambezinho, dificultada por uma barragem natural de pedra. Inicialmente pensou-se em dinamitar a barragem, mas prevaleceu a ideia de formar um lago. O Igapó foi inaugurado em 10 de dezembro de 1959, dia do Jubileu de Prata de Londrina, juntamente com a estação de saneamento. Após um período de certo abandono, foi elaborado um projeto de revitalização do Lago, na gestão de Dalton Paranaguá, com projeto paisagístico de Burle Marx que incluía um jardim com 187 espécies de plantas nativas. O Lago Norte está situado na Zona Norte de Londrina, próximo ao Terminal Milton Gavetti.
A Área de Lazer Luigi Borghesi é mais comumente conhecida por "Zerão", por causa do formato da sua pista de cooper com extensão de 1050 metros parecer o de um grande zero. Na área interna desta pista há um grande gramado, quadras de esportes e playground. Anexas ao parque existem várias outras benfeitorias: anfiteatro com capacidade para 15 mil pessoas, postos telefônicos, bebedouros, chuveiros e um estacionamento com aproximadamente 220 vagas. No Zerão são realizadas manifestações artísticas, culturais e esportivas da comunidade, como o Projeto Brisa, apresentações do Festival Internacional de Londrina (FILO), apresentações do Festival de Música de Londrina e diversos campeonatos de ginástica aeróbica.

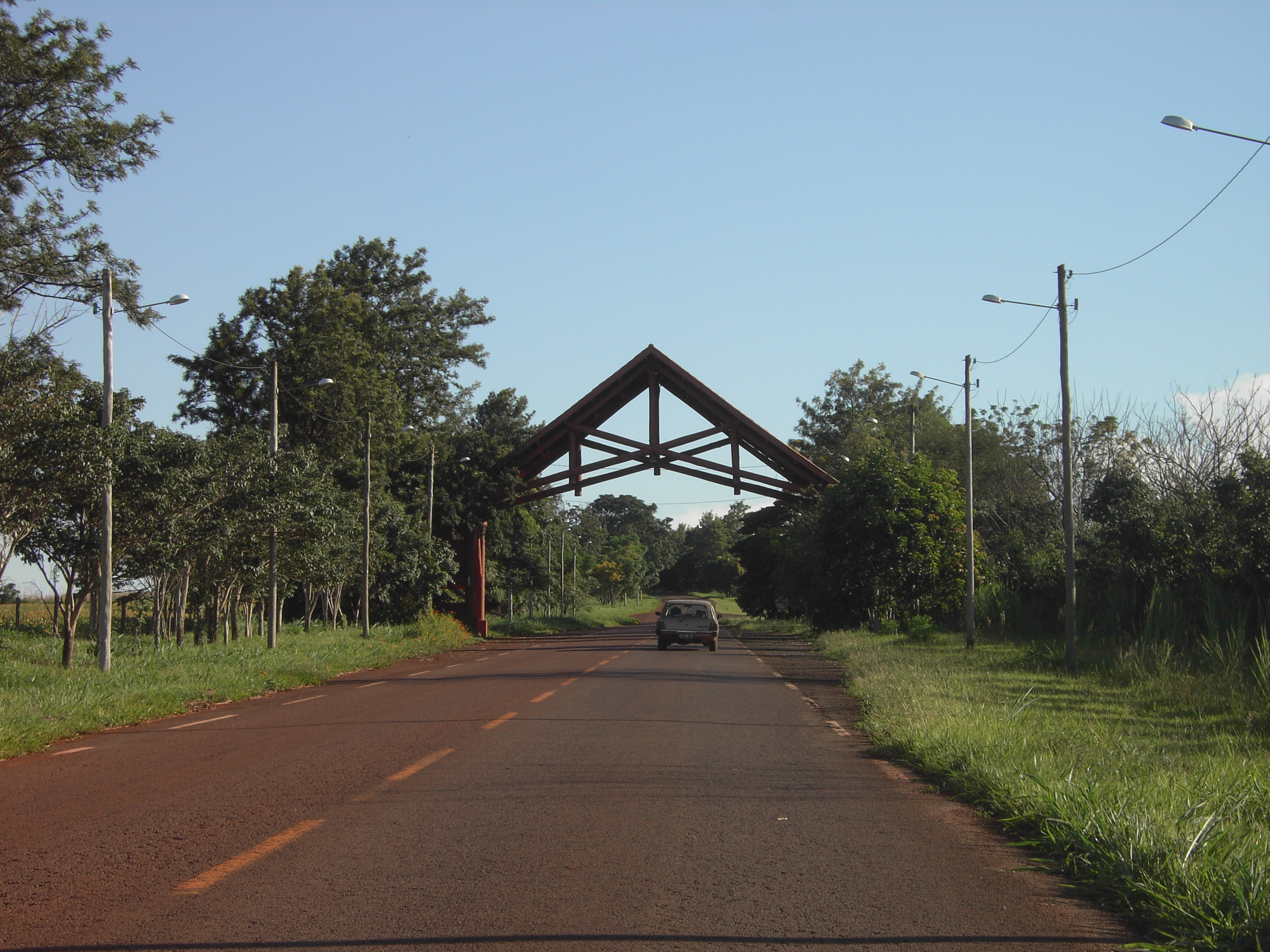
Vista da entrada da Mata dos Godoy

O Parque Estadual Mata dos Godoy é um remanescente de Floresta Subtropical no município de Londrina, possuindo uma área de 690,1756 hectares ele foi criado através do Decreto Estadual nº 5.150 em 5 de junho de 1989. A maior parte da área do Parque pertencia à família Godoy e fazia parte da Fazenda Santa Helena, que em função da preocupação de Olavo de Godoy, em manter a sobrevivência das espécies de fauna e flora da região, preservou esta enorme área de floresta. Como esta preocupação ainda é possível encontrar outras áreas de floresta bem preservadas pela comunidade do entorno, algumas inclusive com mata primária, possibilitando, a manutenção de corredores de biodiversidade e inter-relação com a mata do Parque. A Mata do Godoy dispõe também de centro de visitantes e realiza visitas monitoraras através de trilhas onde são dadas explicações sobre as espécies da flora da região e sobre o processo de recuperação da cobertura florestal.
O Parque Arthur Thomas é uma floresta urbana localizada nas proximidades da região central de Londrina. O parque possui uma área total de 85,47 hectares doada à Prefeitura Municipal pela Companhia de Terras Norte do Paraná. Ele foi criado em 1975 e aberto a visitação a partir de 1987 e conta com variadas espécies animais e vegetais. Em 1988, passou por um processo de revitalização e conta hoje com atrativos como: um lago, uma usina (onde antes estava instalada a primeira usina hidroelétrica da cidade que fornecia energia para Londrina na década de 30), uma queda d'água e uma grande área de mata com trilhas para passeio, que existia na região.

## Demografia

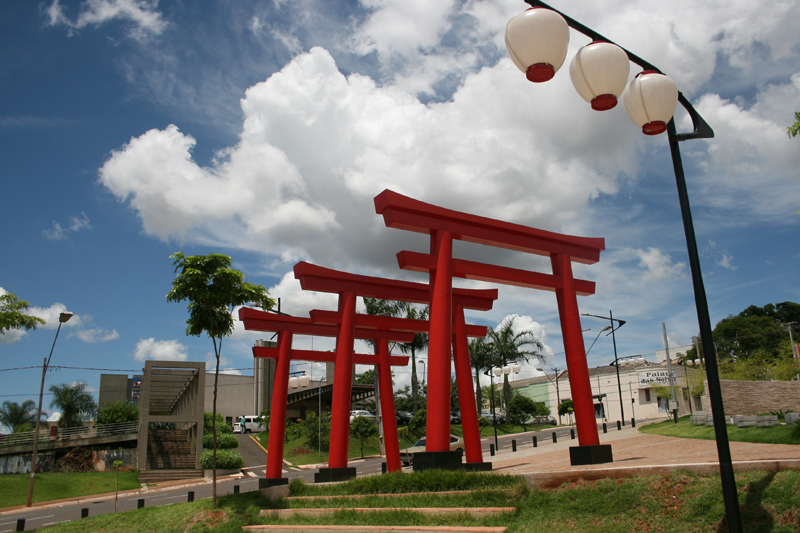
Praça Tomi Nakagawa

### Religião

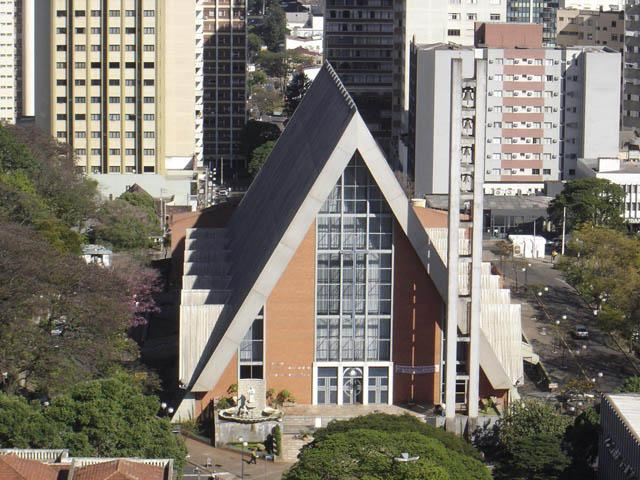
Catedral Metropolitana de Londrina

Em Londrina encontram-se templos de diversos credos e religiões, entre eles: budista; muçulmano; católico; evangélicos (de várias orientações) e espíritas. Os destaques arquitetônicos destas construções ficam para os Templos: Budista Honganji, a Mesquita Muçulmana Rei Faiçal, a Igreja Adventista Central, a Igreja Nova Aliança, a Catedral Metropolitana de Londrina e as Igrejas Presbiteriana e Metodista (a mais antiga da cidade datada de 4 de dezembro de 1933, quando Londrina ainda nem era cidade) os dois últimos são os templos mais antigos da cidade, com construções estilo inglês, ambos tombados pelo patrimônio histórico e cultural da cidade.
Segundo o censo brasileiro de 2022, a composição religiosa da cidade era de 54,16% católicos, 31,41% evangélicos ou protestantes, 1,23% espíritas, 0,58% umbandistas ou candomblecistas, 0,02% religião tradicional, 4,63% outras religiões, 6,78% irreligiosos, 0,0% não informados e 0,13% não declarados.

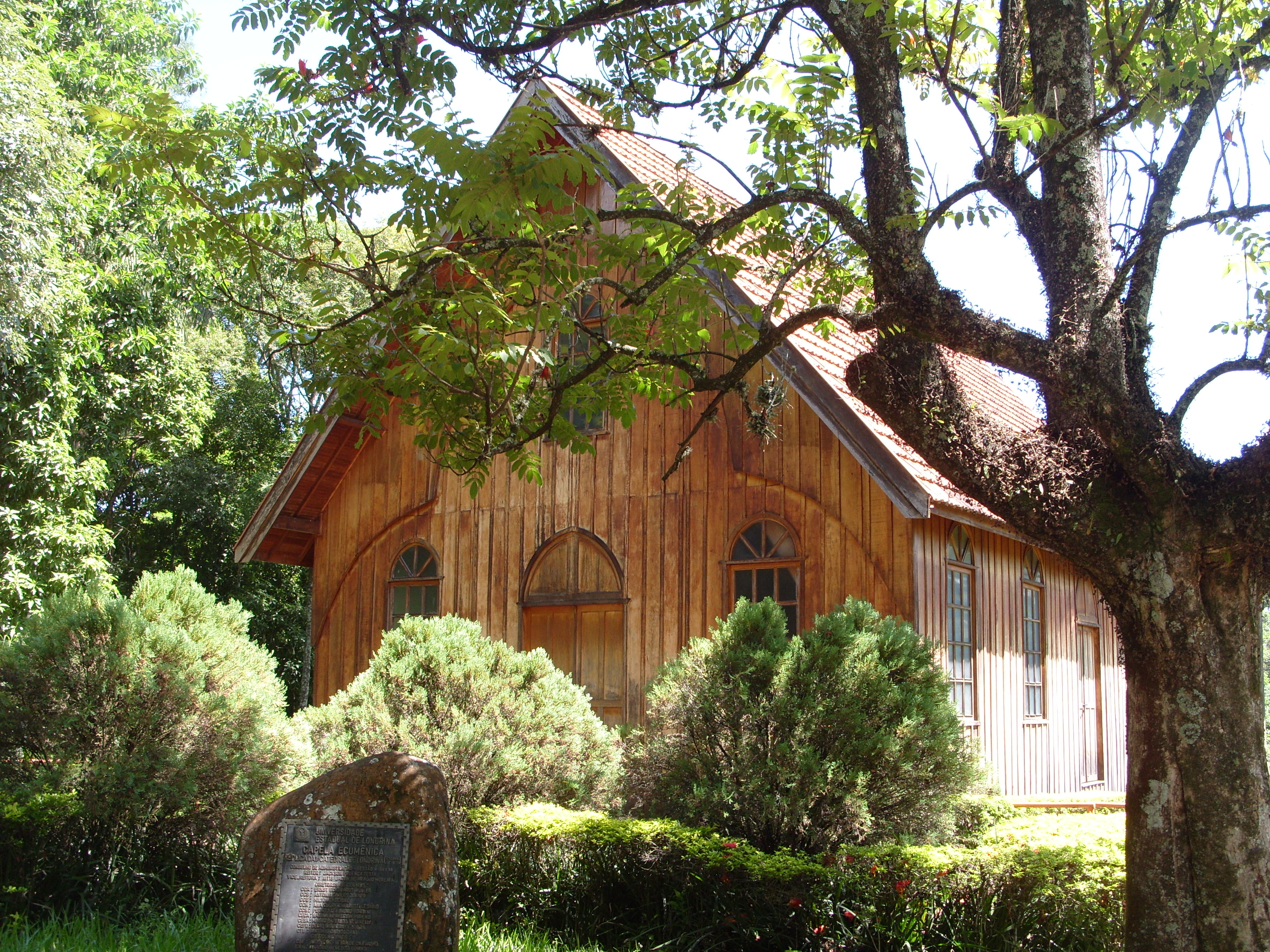
Réplica da igreja que deu origem a catedral de Londrina

Construída em madeira, no ponto mais alto das terras destinadas a abrigar a cidade de Londrina, a segunda igreja da cidade foi edificada tendo como base os desenhos do engenheiro Willie Davids, tendo a mesma sido inaugurada em 19 de Agosto de 1934. Em 1937, foi elaborado um projeto em estilo neogótico pelo engenheiro Fristch. Em 1938 teve início a construção com o lançamento da pedra fundamental, e em 1941 terminou, sendo que o último acréscimo foi feito em 1951 com a colocação do relógio da torre. Em 1953 devido à necessidade de ampliá-la foi encomendado um anteprojeto ao engenheiro alemão Freckmann. A nova igreja teve as obras iniciadas em 1954. Em 1962 as obras foram paralisadas por questões financeiras. Foram retomadas apenas em 1966 através de um novo projeto dos arquitetos Eduardo Rosso e Yoshimasi Kimati. Foi inaugurada em 17 de Dezembro de 1972. Em fevereiro de 1967, a Catedral de Londrina foi elevada a categoria de Diocese, tendo como seu primeiro Bispo Dom Geraldo Fernandes Bijos

## Política

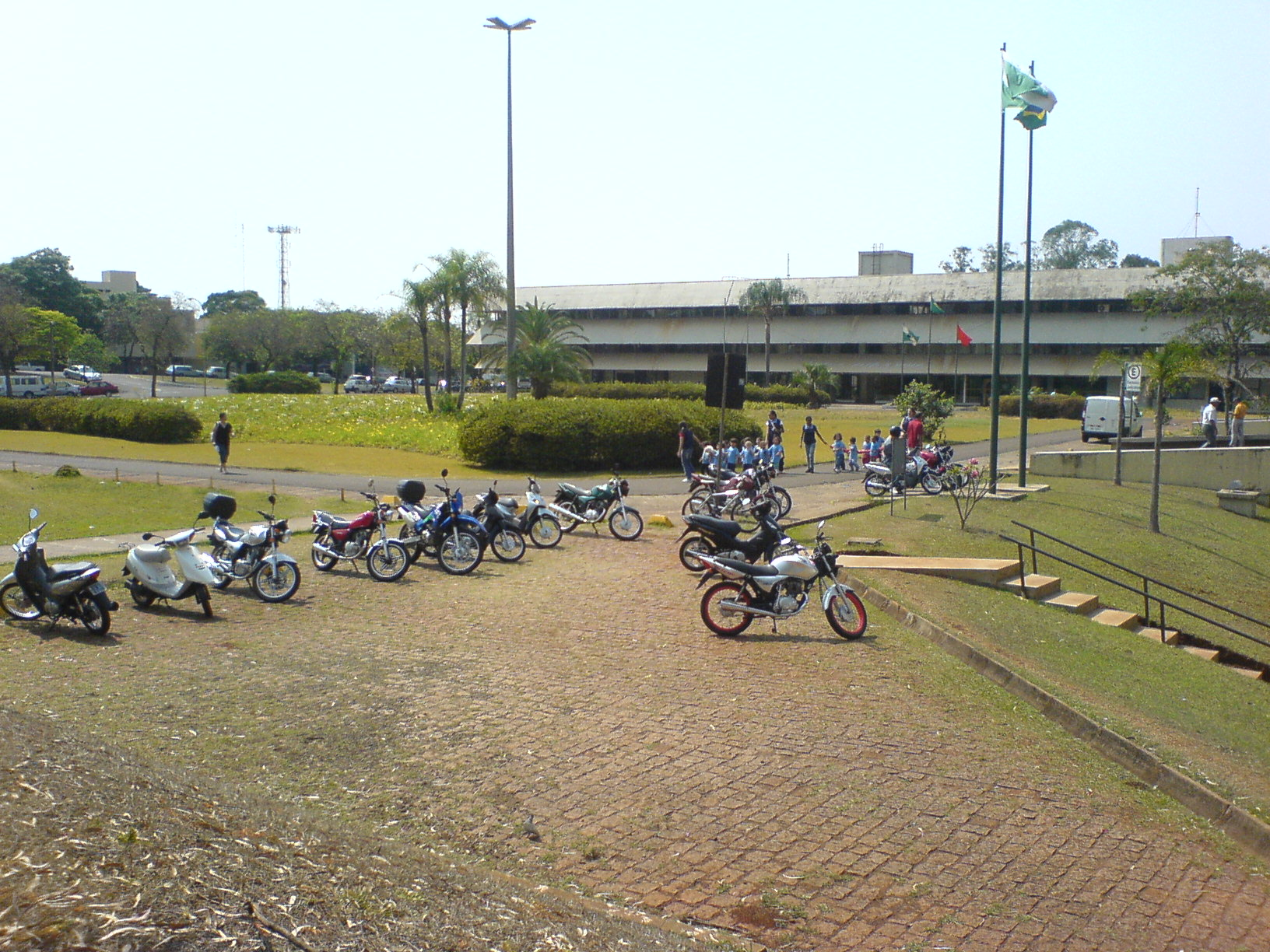
Prefeitura de Londrina

De acordo com a Constituição de 1988, Londrina está localizada em uma república federativa presidencialista. Foi inspirada no modelo estadunidense, no entanto, o sistema legal brasileiro segue a tradição romano-germânica do Direito positivo. A administração municipal se dá pelo poder executivo e pelo poder legislativo.
O prefeito eleito nas eleições municipais no Brasil em 2012 para ocupar o cargo de 2013 a 2016 foi Alexandre Kireeff, do Partido Social Democrático (PSD). Nas eleições municipais de 2016, o eleito foi Marcelo Belinati, do Partido Progressista (PP) e foi reeleito nas eleições municipais de 2020. Já nas eleições municipais de 2024, o eleito foi Tiago Amaral, do Partido Social Democrático (PSD).
O Poder legislativo da cidade de Londrina é constituído pela Câmara Municipal), composta por 19 vereadores eleitos para mandatos de quatro anos (em observância ao disposto no artigo 29 da Constituição.

### Divisão administrativa
O município de Londrina é constituído pelo distrito sede e pelos distritos do Espírito Santo, Guaravera, Irerê, Lerroville, Maravilha, Paiquerê, São Luiz e Warta.

### Cidades-irmãs
As cidades-irmãs de Londrina são:
- León
- Toledo
- Nishinomiya
- Nago
- Guimarães
- Modena
- Zhenjiang
- Concepción
- Bilbao

## Economia

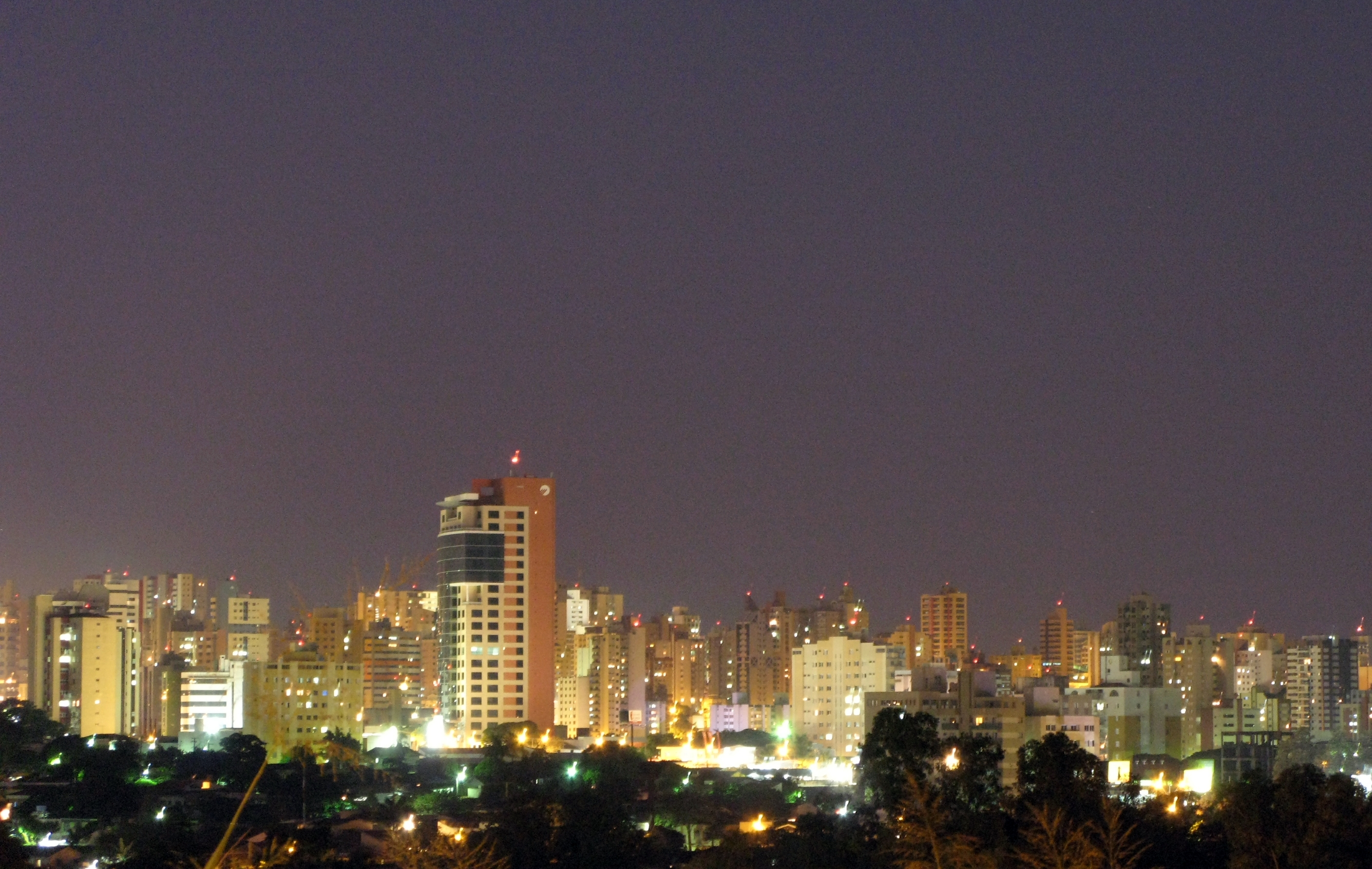
Centro da cidade à noite

Londrina exerce um alto nível de influência econômica, comercial e política no Paraná e na região Sul brasileira. Segundo dados de 2020, possui um Produto Interno Bruto (PIB) nominal estimado em R$ 19,9 bilhões, sendo o mais rico município do norte paranaense. O PIB da cidade é composto majoritariamente pelo setor de serviços, indústria e agropecuária.
Já quanto ao índice de desenvolvimento humano (IDH) Londrina encontra-se em décimo lugar entre os municípios do Paraná, com um valor médio de 0,824. O complexo industrial londrinense, segundo dados da Secretaria de Planejamento do Município (2002), é constituído de 3.107 indústrias de diversos setores.

### Serviços e indústria

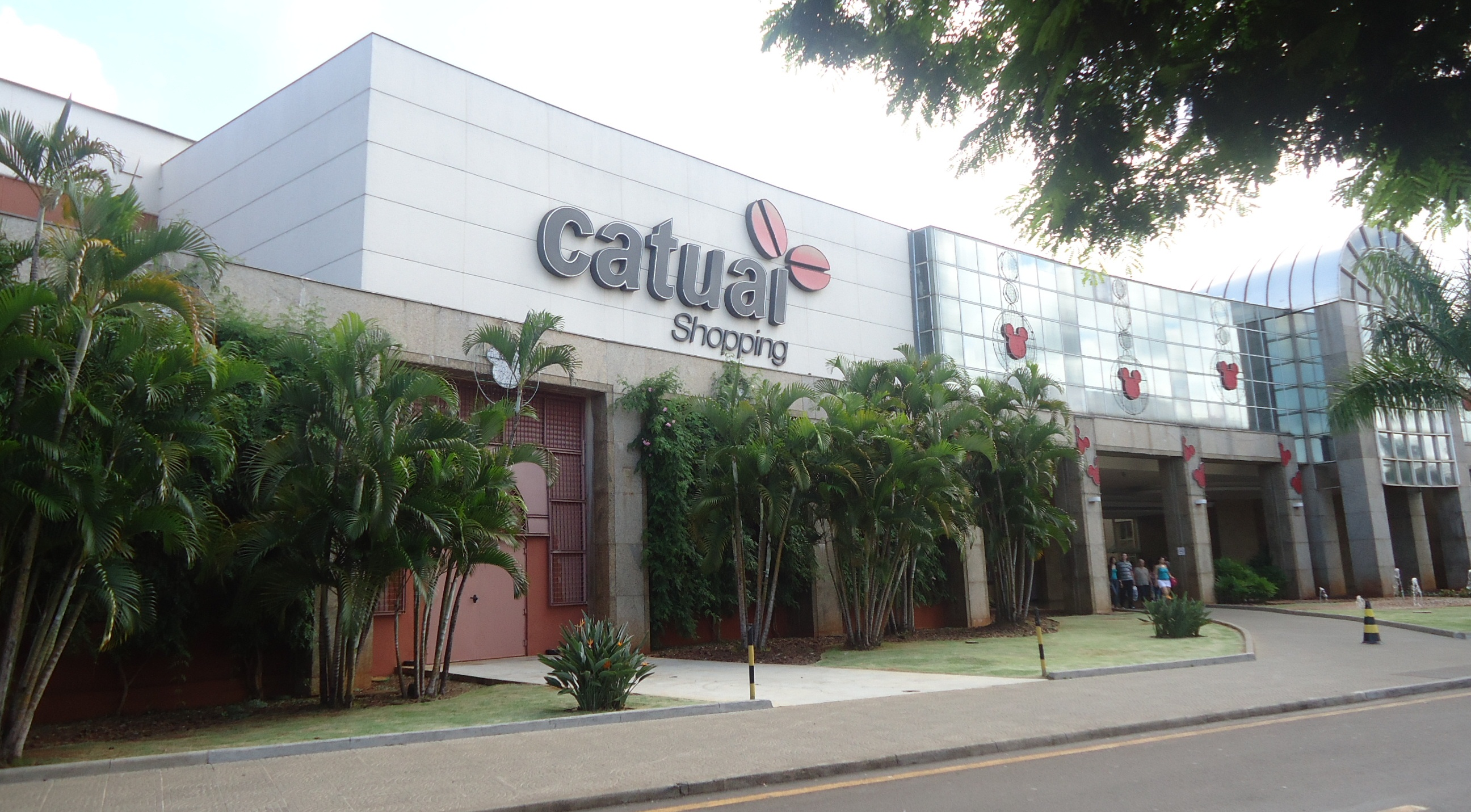
Catuaí Shopping Center Londrina

Como o setor de serviços tem destaque na economia local, Londrina conta com grandes hospitais e shopping centers, além de um comércio tradicional forte e diversificado. Entre os principais centros comerciais da cidade, está o Catuaí Shopping Center Londrina inaugurado em 1990, que possui mais de 300 lojas, praça de alimentação, sete salas de cinema, salão de boliche e parque de diversões e é frequentado por mais de 1 milhão de pessoas por mês. O Royal Plaza Shopping está situado no centro da cidade, foi inaugurado em 2000 e conta com mais de 130 lojas, praça de alimentação e parque de diversões. O Boulevard Londrina Shopping é o segundo maior da cidade, foi inaugurado em 2013 e possui uma área bruta locável de 47,8 mil metros quadrados, conta com um hipermercado, sete salas de cinema, boliche e estacionamento coberto para 1.800 carros. Por fim, o Londrina Norte Shopping, inaugurado em 2012, conta com supermercado, seis salas de cinema, entre outros. O primeiro shopping de Londrina foi o Com-Tour de 1973 e continua em operação na Zona Oeste da cidade com 57 lojas com um supermercado (Cidade Canção).
Para fomentar o crescimento do setor industrial e comercial, o município está se equipando para dar suporte às novas e atuais empresas, com a implantação do Terminal de Cargas Alfandegárias (Porto Seco), novos condomínios industriais, aeroporto internacional, parque tecnológico e diversos incentivos.

## Infraestrutura

### Meios de comunicação

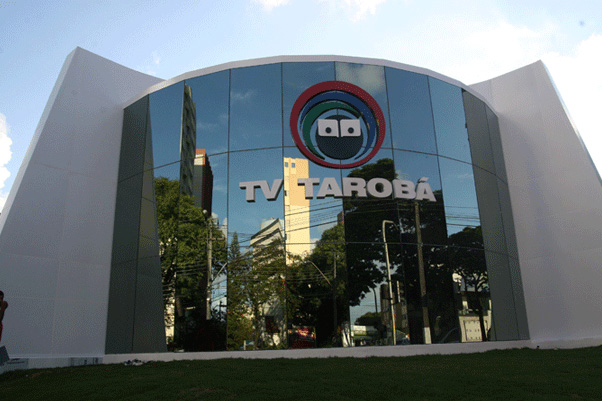
Sede da TV Tarobá Londrina.

Possui várias formas de comunicação, como jornais, revistas, rádio, televisão e internet. Dentre elas a RPC Londrina, TV Tarobá Londrina, RIC TV Londrina, Rede Massa e a Folha de Londrina.[carece de fontes?]

### Transportes
O Terminal Rodoviário de Londrina José Garcia Villar teve seu partido arquitetônico elaborado pelo arquiteto Oscar Niemeyer, sofrendo algumas modificações quando da sua construção pelo prefeito de Londrina, Wilson Moreira, em 25 de junho de 1988. A cobertura da construção é toda feita em zinco. Seu formato é circular, com um jardim interno também circular sem cobertura. No interior da construção estão localizados guichês para a venda de passagens, lojas de souvenir, farmácias, lanchonetes, caixas eletrônicos de bancos e outras utilidades. As plataformas de embarque e desembarque ficam na parte mais externa do círculo. O transporte público é providenciado por empresas de ônibus locais e metropolitanas, oferecendo serviços nas modalidades convencional e psiu. A cidade conta com diversos terminais urbanos distribuídos ao longo da cidade e mais de 130 linhas de ônibus em operação, além de contar com uma grande quantidade de táxis.

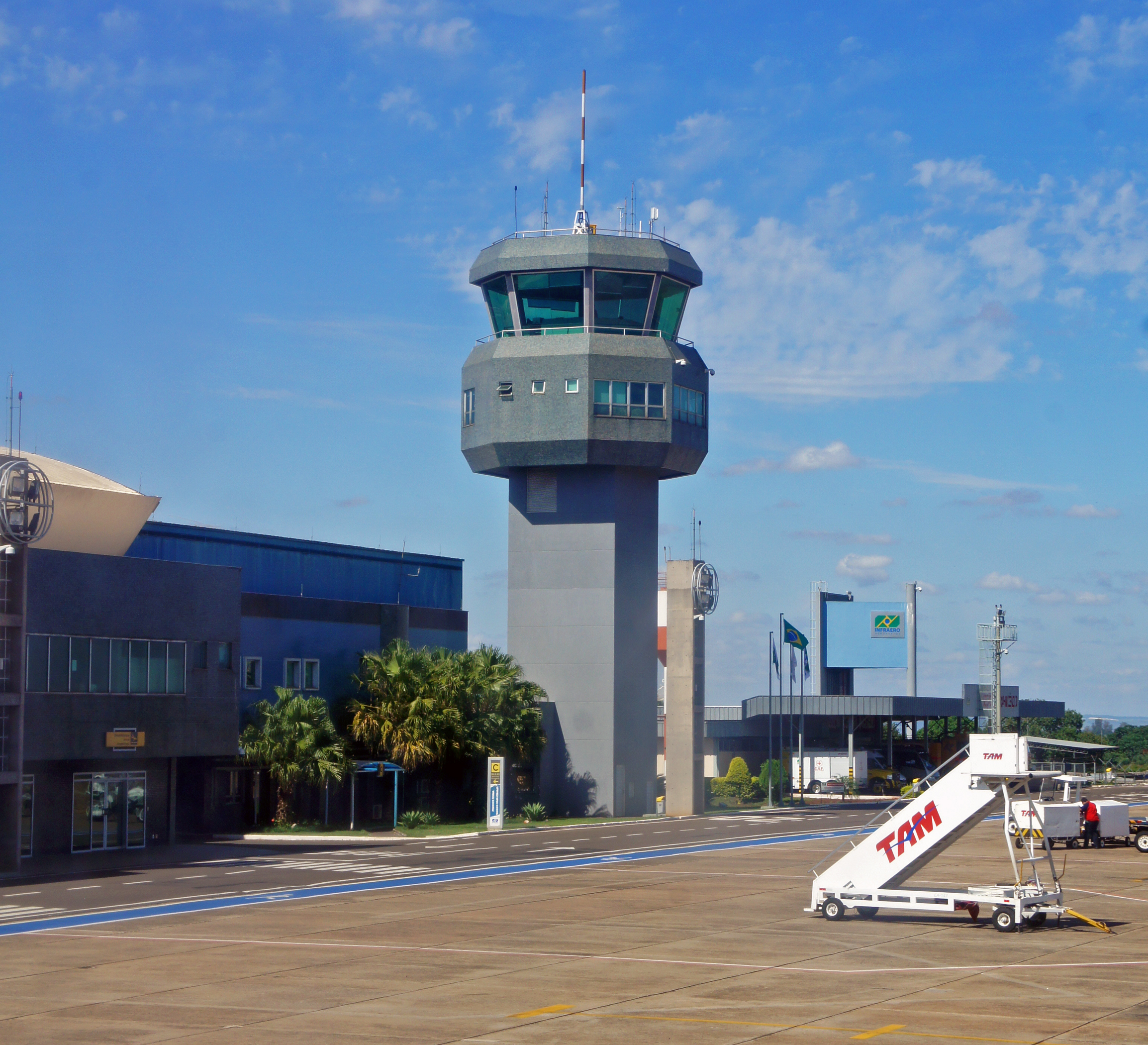
Aeroporto de Londrina.

O Aeroporto de Londrina é um aeroporto que teve suas origens na época do pós-guerra. A base do terminal atual foi construído na década de 1950, durante o auge do café na região. Nessa época, o aeroporto chegou a ser o terceiro mais movimentado do país, contudo, hoje ele se encontra entre os 30 mais movimentados do Brasil. Encontra-se a menos de 5 km do centro da cidade, oferecendo infraestrutura para a operação de aeronaves de médio porte como Boeings 737 e Fokker 100s. A Infraero administra o aeroporto desde 1980, tendo feito melhorias no prédio, sendo a última grande obra o recapeamento da pista de pouso em 1995. O atual prédio possui dois pavimentos, sendo o segundo reduzido. São seis posições de balcões de check-in, mas foram reduzidas para cinco devido às reformas atuais. O pátio contava com quatro posições para aeronaves de médio porte e, após a reorganização das posições - quando foi implantado o push-back tratorizado, ele abriga agora até cinco aeronaves de médio porte simultaneamente além de outras duas áreas para a aviação de pequeno porte. Os principais destinos diretos a partir do aeroporto de Londrina são Curitiba, São Paulo (Congonhas e Guarulhos), Campinas e Cuiabá.

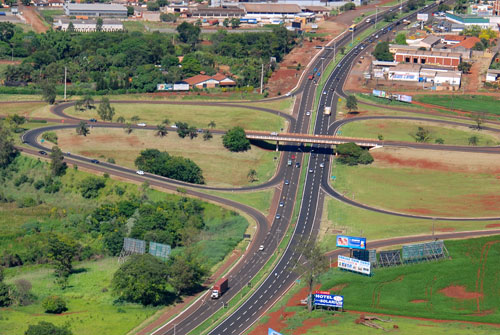
BR-369 entre Londrina e Cambé

A cidade tem registrado um grande aumento no número de automóveis, segundo o Detran/PR, entre maio de 2007 e fevereiro de 2008, a frota de veículos de Londrina aumentou de 225.099 para 236.661, ou seja, 43 novos veículos emplacados por dia. Isso sem contar a intensa movimentação dos veículos dos municípios que compõem a Região Metropolitana. O resultado é o aumento dos congestionamentos, principalmente nos horários de pico (entre as 7:00 e 8:00 horas e entre as 17:00 e 19:00 horas). Os trechos mais problemáticos são a Rua Sergipe, Avenida Higienópolis, Avenida Rio Branco, Rua Benjamin Constant, Avenida Arcebispo Dom Geraldo Fernandes e Avenida Madre Leônia Milito.
Entre as principais rodovias que cortam Londrina está a BR-369, que corta o município de leste a oeste e liga às cidades de Cambé, Ibiporã, Arapongas, Apucarana, entre outras. A PR-445 atravessa o município de norte a sul e liga Londrina a Primeiro de Maio e a Curitiba. Outras rodovias são a PR-538, a PR-323, a PR-545 e a PR-218.

### Educação

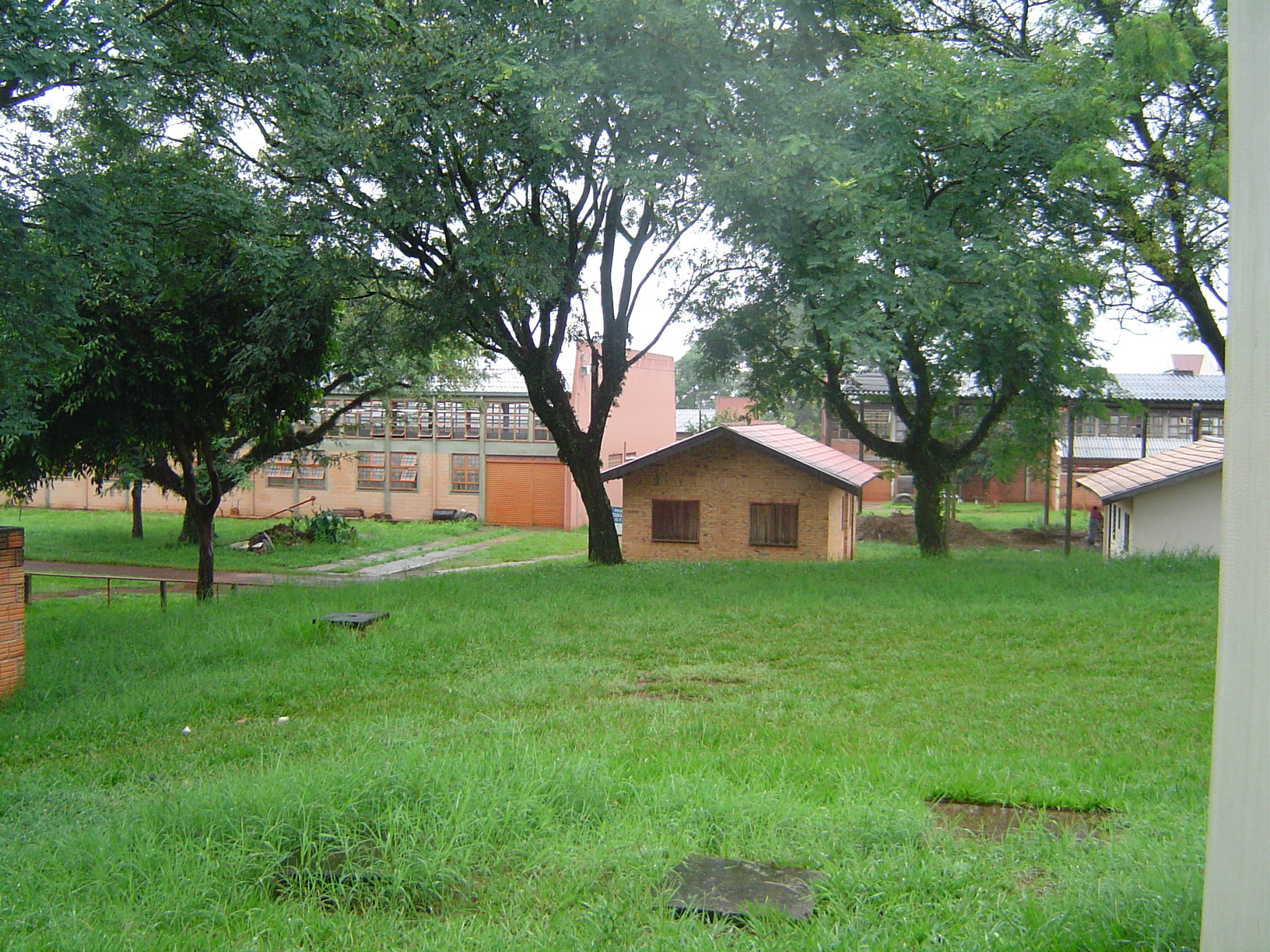
Vista do Centro de Tecnologia e Urbanismo da Universidade Estadual de Londrina (UEL).

Segundo o IBGE, citando como fonte INEP Censo Educacional 2008, Londrina possui 288 pré-escolas, 211 escolas de nível fundamental e 67 escolas de nível médio. Quanto às instituições de nível superior, o IBGE cita o INEP - Censo Educacional 2007, onde informa o total de 10 unidades deste tipo no município. Com a instalação de novos polos de ensino à distância, a cidade já conta com 29 centros na modalidade superior.
Entre as principais universidades e instituições de ensino superior situadas no município, está a Universidade Estadual de Londrina (UEL), a Universidade Tecnológica Federal do Paraná (UTFPR), a Faculdade Norte Paranaense (UNINORTE), o Instituto Federal do Paraná (IFPR), o Serviço Nacional de Aprendizagem Industrial (Faculdade de Tecnologia SENAI), o Serviço Nacional de Aprendizagem Comercial (SENAC), a Pontifícia Universidade Católica do Paraná (PUC-PR), a Universidade Norte do Paraná (UNOPAR), a Faculdade Pitágoras, entre outras.

### Saúde
Londrina conta com diversos centros hospitalares, atendendo em várias modalidades. Os mais conhecidos são: Santa Casa de Londrina, Hospital Evangélico, Hospital Universitário e Hospital Zona Norte e também conta com o Hospital da Zona sul localizado no Parque Ouro Branco, o qual atende toda a região sul de Londrina e pacientes de todas as localidades de Londrina. O município conta ainda com várias unidades de saúde distribuídas nos bairros.

### Tecnologia
Localiza-se em Londrina o Parque Tecnológico de Londrina “Francisco Sciarra", que possui aproximadamente 126.000 m² e materializa a intenção do Município em qualificar o desenvolvimento econômico da cidade através da atração e instalação de empresas que desenvolvem produtos e serviços inovadores e de alto valor agregado.
Seu órgão gestor é a CODEL, tendo o Conselho Municipal de Ciência e Tecnologia como órgão de instância máxima de decisão.
O parque conta com Tecnocentro, inaugurado em 26 de maio de 2022, estruturado para ser sede do Ecossistema de Inovação de Londrina, abrigando aceleradoras, empresas, startups e profissionais liberais, atuantes nos campos de tecnologia e inovação, em modelo de coworking (espaço compartilhado). Também pretende sediar eventos do ecossistema da cidade como os hackathons, que são os eventos que propõem a inovação por meio de uma disputa positiva de ideias e de ações entre os envolvidos em prol da organização.

## Cultura

### Museus e eventos

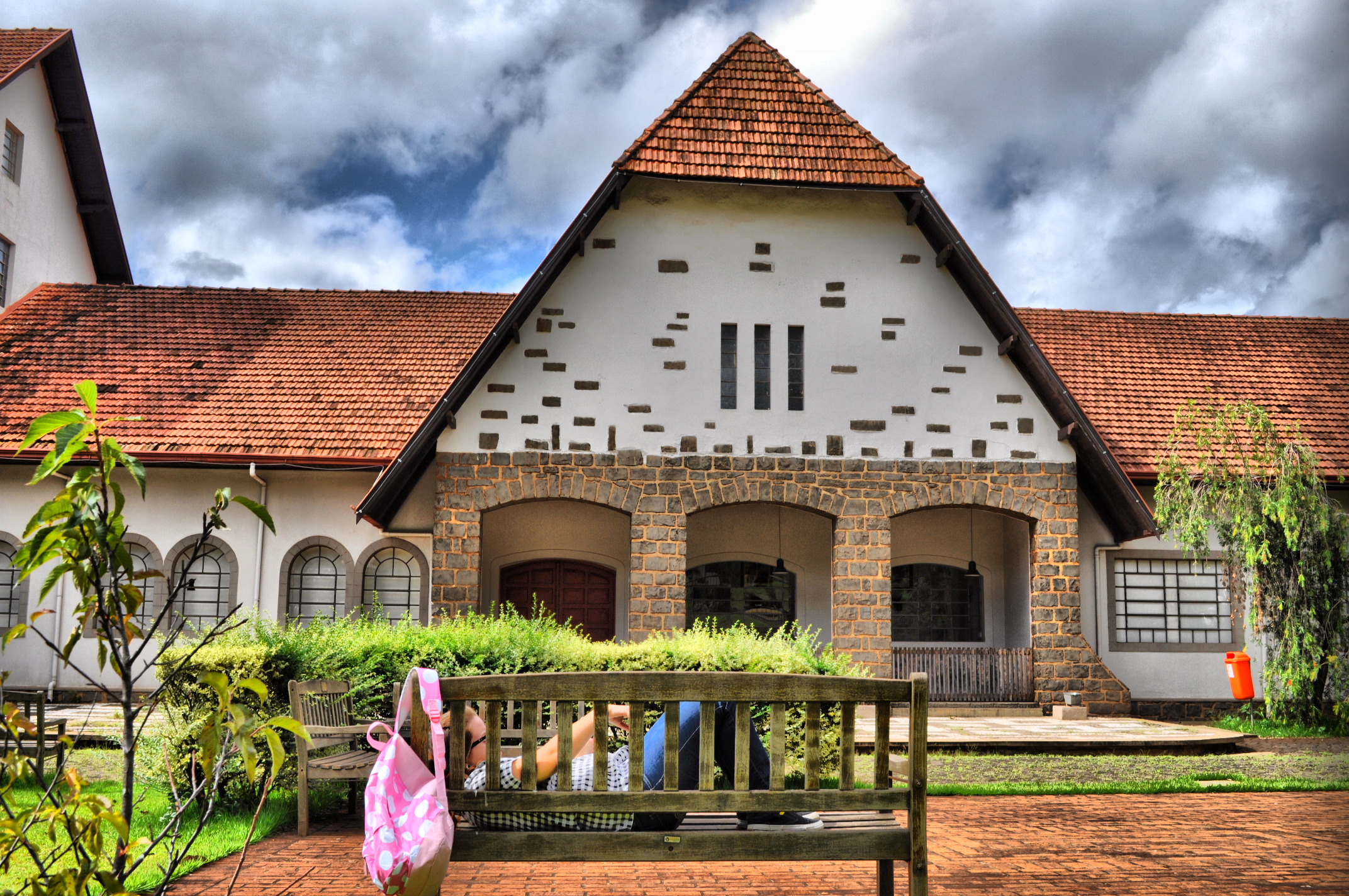
Museu Histórico de Londrina.

O Museu Histórico de Londrina é um órgão suplementar da Universidade Estadual de Londrina (UEL), e está localizado no centro da cidade, ocupando o prédio da antiga estação ferroviária da cidade. O Museu de Arte de Londrina foi criado pelo decreto nº 172 em 12 de maio de 1993, data em que foi inaugurado. A exposição de inauguração exibiu a escultura A Eterna Primavera, de Auguste Rodin, e também obras dos artistas Menotti Del Pichia e Vitor Brecheret. O prédio que abriga este museu fica na região central de Londrina, na rua Sergipe, nº 640, e é tombado pelo Patrimônio Histórico e Artístico. Foi construído em 1952 pelo arquiteto João Batista Vilanova Artigas, e era empregado anteriormente como terminal rodoviário da cidade até 1988, quando o terminal atual foi inaugurado.
Londrina é uma cidade que recebe muitas convenções e encontros universitários. Entre os principais espaços culturais da cidade está o Cine Teatro Ouro Verde, o Teatro Zaqueu de Melo e a Concha Acústica. Entre os principais eventos, está a Expo Londrina, uma das maiores feiras agropecuária do Brasil, Festival Internacional de Londrina, festival de teatro que ocorre todo ano na cidade; Festival Demo Sul, festival anual de música independente de Londrina; Festival de Música de Londrina; Festival de Dança de Londrina; Londrina Jazz Festival; Londrina Matsuri, evento japonês em comemoração à chegada da primavera; Metamorfose, a maior festa a fantasia do mundo;

### Esportes

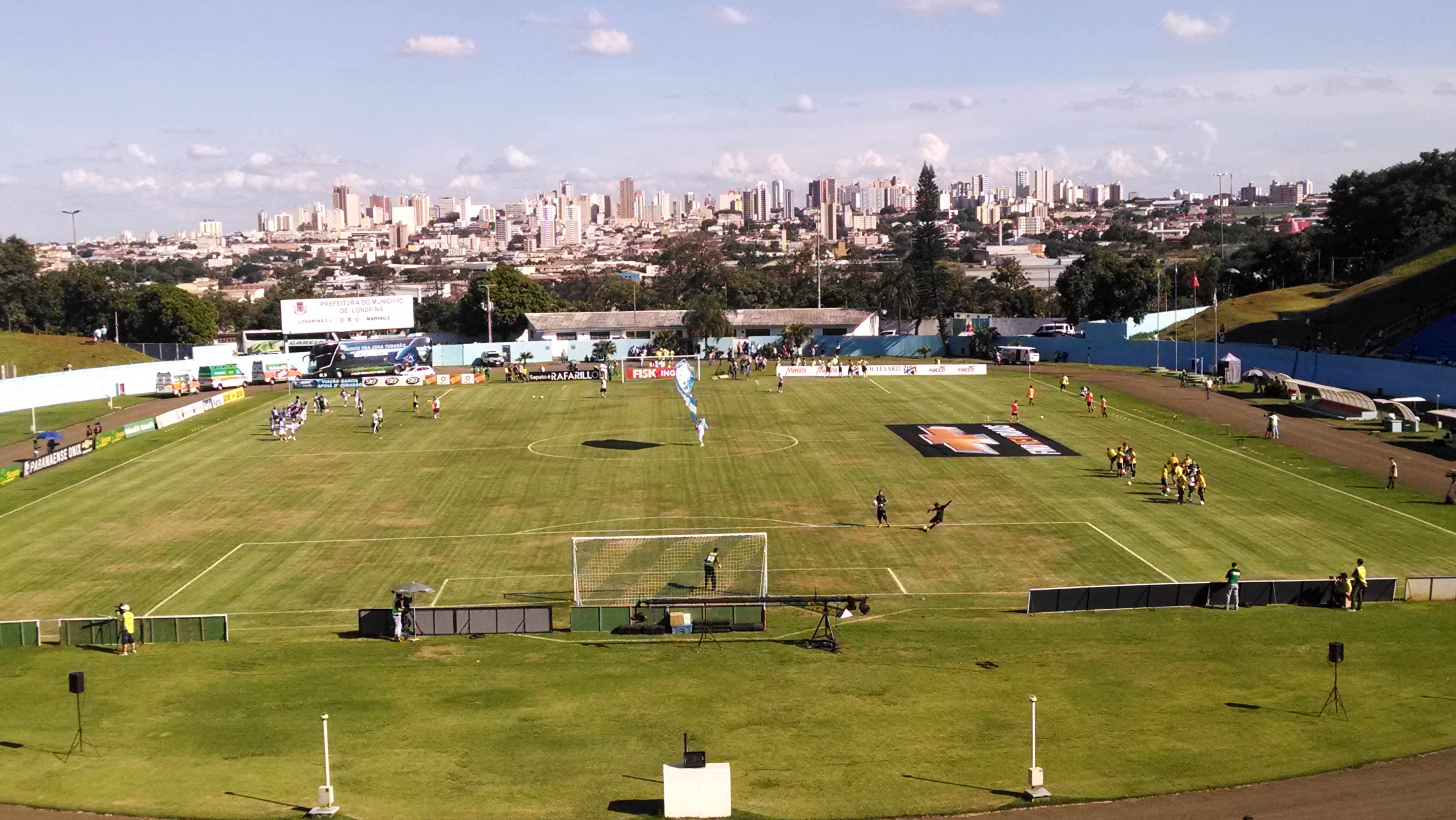
Estádio do Café, do Londrina Esporte Clube

Londrina dispõe de várias áreas para realização de competições desportivas entre elas, as mais importantes são:
- Autódromo Internacional de Londrina, Kartódromo, Pista Oval. Modelismos, Ultra Leves, Kamping Idealizado, projetado e construído pelo piloto londrinense Carlos Alberto (Beto) Colli Monteiro, com apoio dos clubes e uma centena de companheiros e pilotos da região, com recursos da Petrobras, do Município de Londrina e do Governo do Paraná. A história começa em 1964, mas a inauguração só veio em 23 de Agosto de 1992. O local foi palco de inúmeras provas nacionais e internacionais: a tradicional prova 500 Milhas de Londrina, Stock Car Brasil e a Fórmula Truck;
- Dois estádios de futebol, o VGD (capacidade 13.000 pessoas) e o Estádio do Café (capacidade 36.000 pessoas);
- Ginásio de Esportes Professor Darcy Cortês, mais conhecido como Moringão, é um ginásio poliesportivo localizado na região central da cidade(capacidade para 13 mil espectadores), O ginásio foi inaugurado em 1 de outubro de 1972 e passou por ampla reforma entre 1994 e 1995, servindo também de abrigo para apresentações de shows e formaturas.

Existem ainda vários clubes e agremiações esportivas que participam de campeonatos regionais e nacionais, podendo citar como exemplo: Londrina Esporte Clube, Associação Portuguesa Londrinense, Cincão Esporte Clube, Paraná Soccer Technical Center, Associação Londrinense de Esportes (time de handebol) e o Junior Team Futebol.